# Ухватова, Наталья Алексеевна
Наталья Алексеевна Ухватова (1909 — 30 ноября 1995) — передовик советского сельского хозяйства, доярка подсобного хозяйства «Горки-II» Звенигородского района Московской области, Герой Социалистического Труда (1953).

## Биография
Родилась в 1909 году на территории современной Рязанской области в русской крестьянской семье. Получив начальное образование в сельской школе, стала работать в сельском хозяйстве.
В годы Великой Отечественной войны, после возвращения сельского стада коров из эвакуации в 1943 году, Наталья Ухватова поступила на работу дояркой в один из старейших подмосковных совхозов «Горки-II» Звенигородского, а ныне Одинцовского района Московской области. Она активно стала осваивать основы профессии, а также занималась на курсах животноводов. В 1948 году в хозяйстве была введена двухсменная организация труда. Пара доярок Ухватова — Кожанова была трудоустроена на группу чёрно-пёстрых коров, за которой было закреплено 20 голов крупного рогатого скота. По итогам 1952 года, доярка Ухватова от своей группы коров смогла получить по 6463 килограмма молока с содержанием 227 килограммов молочного жира в среднем от коровы в год.
За достижение высоких показателей в животноводстве в 1952 году Указом Президиума Верховного Совета СССР от 19 декабря 1953 года Наталье Алексеевне Ухватовой было присвоено звание Героя Социалистического Труда с вручением ордена Ленина и золотой медали «Серп и Молот».
В дальнейшем продолжала получать высокие надои от закреплённых коров. С 1968 года являлась персональным пенсионером Всесоюзного значения.
Проживала в посёлке Горки-2 Московской области. Умерла 30 ноября 1995 года.

## Награды
За трудовые успехи удостоена:
- золотая звезда «Серп и Молот» (19.12.1953),
- орден Ленина (19.12.1953),
- другие медали.